# Powrót do przyszłości III
Powrót do przyszłości III (ang. Back to the Future Part III) – amerykański film przygodowy i fantastyczno-naukowy z 1990 wyreżyserowany przez Roberta Zemeckisa. Jest trzecią i ostatnią częścią trylogii Powrót do przyszłości.

## Fabuła
Doktor Emmett Brown zostaje przypadkiem wysłany do roku 1885. Marty, który nadal znajduje się w 1955 roku, dostaje od listonosza 70-letni list, w którym Emmett zapewnia go, że ma się dobrze. Prosi też aby po powrocie w rok 1985 zniszczył wehikuł czasu. W przygotowaniu się do podróży we własne czasy pomóc ma Marty’emu Doktor z lat 50. Jednak podobnie jak w I części trylogii, Emmett nie chce wierzyć w tę historię, uznając Marty’ego za wytwór swojej wyobraźni – do czasu przeczytania listu. Znajdują się w nim również wskazówki na temat miejsca ukrycia wehikułu czasu. Po wydobyciu wehikułu, Marty i doktor szykują się do odjazdu, lecz ówczesny pies Browna, Kopernik, znajduje grób Emmeta z czasów Dzikiego Zachodu. W zaistniałej sytuacji Marty decyduje się odnaleźć doktora Browna. Doktor na wieść o grożącej mu śmierci decyduje się wrócić z Martym do roku 1985 i ostatecznie zniszczyć wehikuł. Niestety z przedziurawionego baku wyciekła benzyna i wehikuł czasu nie był w stanie rozpędzić się do 88 mil na godzinę. Ponadto, sprawę komplikują nowa znajomość Browna oraz zatargi Marty’ego z przodkiem Biffa – Bufordem „Wściekłym Psem” Tannenem.

## Obsada
| Postać                                    | Aktor             |
| ----------------------------------------- | ----------------- |
| Marty McFly/Seamus McFly                  | Michael J. Fox    |
| Dr. Emmett Lathrop Brown                  | Christopher Lloyd |
| Clara Clayton                             | Mary Steenburgen  |
| Maggie McFly/Lorraine McFly               | Lea Thompson      |
| Buford „Wściekły Pies” Tannen/Biff Tannen | Thomas F. Wilson  |
| szeryf Strickland                         | James Tolkan      |
| burmistrz                                 | Hugh Gillin       |
| maszynista                                | Larry Ingold      |

## Niewykorzystana scena
Tannen zabija szeryfa Stricklanda strzałem w plecy, na oczach jego syna.